# Estamenera
En nàutica, una estamenera és una de les dues peces de fusta, més o menys encorbades, que constitueixen un dels plans o cossos d'una de les quadernes d'un vaixell de fusta. Cada estamenera s'uneix amb una altra igual i simètrica sobre el dormit i tots dos a la varenga.
Les estameneres prenen diferents formes, segons l'angle que formen entre si: quan aquest és dels més grans dels anàlegs reben el nom d'estameneres planes o plans; estameneres aixecades són les que formen angles més petits; estameneres de ?? (cast. bulárcamas) o de ?? (cast. sobreplán) els que serveixen de base a les quadernes col·locades sobre el folre de la bodega, etc.